# Gary Smith (football, 1971)
Gary Smith est un footballeur écossais évoluant au poste de défenseur né à Glasgow le 25 mars 1971.

## Palmarès
- Champion d'Écosse D2 : 1991

- Coupe d'Écosse :
  - Finaliste : 1993
  - Finaliste : 2000
  - Finaliste : 2001

- Coupe de la Ligue écossaise
  - Vainqueur : 1996
  - Finaliste : 1993
  - Finaliste : 2000
  - Finaliste : 2004